# Jaka Lakovič
Jaka Lakovič (Liubliana,9 de julho de 1978) é um ex-basquetebolista profissional esloveno, atualmente é assistente técnico da seleção eslovena.